# Spingarn Medal
Die Spingarn Medal (deutsch: Spingarn Medaille) wird jährlich von der National Association for the Advancement of Colored People (NAACP) für herausragende Leistungen eines Afroamerikaners vergeben.
Die Auszeichnung besteht aus einer Goldmedaille und wurde 1914 von Joel Elias Spingarn (1875–1939), Vorsitzender des Vorstands der NAACP, ins Leben gerufen.

## Liste der Preisträger
NAACP, Liste der Gewinner ab 1915:
- 1915 Ernest Just (Biologe)
- 1916 Charles Young (US-Oberst und Militärattaché)
- 1917 Harry T. Burleigh (Komponist, Pianist, Sänger)
- 1918 William Stanley Braithwaite (Poet, Schriftsteller, Literaturkritiker)
- 1919 Archibald H. Grimké (US-Konsul, Präsident der American Negro Academy (ANA))
- 1920 William E. B. Du Bois (Vertreter der schwarzen Bürgerrechtsbewegung, Soziologe, Philosoph, Journalist und Pazifist)
- 1921 Charles S. Gilpin (Schauspieler)
- 1922 Mary B. Talbert (Präsidentin der National Association of Colored Women (NACW))
- 1923 George Washington Carver (Botaniker, Chemiker)
- 1924 Roland Hayes (Sänger, Solist mit dem Boston Symphony Orchestra)
- 1925 James Weldon Johnson (Dichter)
- 1926 Carter G. Woodson (Historiker und Gründer der Association for the Study of Negro Life and History)
- 1927 Anthony Overton (Unternehmer, Präsident der Victory Life Insurance Company)
- 1928 Charles W. Chesnutt (Autor)
- 1929 Mordecai Wyatt Johnson (Pädagoge)
- 1930 Henry A. Hunt (High School Rektor)
- 1931 Richard B. Harrison (Schauspieler)
- 1932 Robert Russa Moton (Leiter des Tuskegee Institute)
- 1933 Max Yergan (Missionar)
- 1934 William T. B. Williams (Tuskegee Institute)
- 1935 Mary McLeod Bethune (Pädagoge und Aktivist)
- 1936 John Hope (Pädagoge)
- 1937 Walter F. White (Geschäftsführer des NAACP)
- 1938 nicht vergeben
- 1939 Marian Anderson (Opernsängerin)
- 1940 Louis T. Wright (Chirurg)
- 1941 Richard N. Wright (Schriftsteller)
- 1942 A. Philip Randolph (Gewerkschaftsführer)
- 1943 William H. Hastie (Jurist und Pädagoge)
- 1944 Charles R. Drew (Physiker)
- 1945 Paul Robeson (Sänger, Schauspieler)
- 1946 Thurgood Marshall (Anwalt, später auch am Supreme Court)
- 1947 Percy L. Julian (Chemiker)
- 1948 Channing Heggie Tobias (Teilnehmer des President’s Committee on Civil Rights (PCCR))
- 1949 Ralph J. Bunche (Diplomat und Nobelpreisträger 1950)
- 1950 Charles Hamilton Houston (Vorsitzender des NAACP Legal Committee)
- 1951 Mabel Keaton Staupers (Leiterin der National Association of Colored Graduate Nurses (NACGN))
- 1952 Harry T. Moore (NAACP)
- 1953 Paul R. Williams (Architekt)
- 1954 Theodore K. Lawless (Physiker, Pädagoge, Philanthrop)
- 1955 Carl J. Murphy (Schriftsteller, Herausgeber)
- 1956 Jackie R. Robinson (Sportler)
- 1957 Martin Luther King, Jr. (Bürgerrechtler, Friedensnobelpreisträger 1964)
- 1958 Daisy Bates and the Little Rock Nine (Aktivistin gegen die Rassentrennung)
- 1959 Edward „Duke“ Ellington (Komponist und Pianist)
- 1960 Langston Hughes (Dichter und Bühnenautor)
- 1961 Kenneth B. Clark (Professor der Psychologie am City College of New York)
- 1962 Robert C. Weaver (Leiter einer Wohnungsbau- und Finanzierungsagentur)
- 1963 Medgar W. Evers (Bürgerrechtler in Mississippi)
- 1964 Roy Wilkins (Geschäftsführer der NAACP)
- 1965 Leontyne Price (Konzert- und Opernsängerin)
- 1966 John Harold Johnson (Gründer und Präsident der Johnson Publishing Company)
- 1967 Edward W. Brooke III (Erster Afroamerikaner der die Wahl zum US-Senat gewann)
- 1968 Sammy Davis, Jr. (Entertainer)
- 1969 Clarence M. Mitchell, Jr. (Bürgerrechtler, Lobbyist, Regionalleiter der NAACP)
- 1970 Jacob Lawrence (Maler)
- 1971 Leon Howard Sullivan (Geistlicher, Bürgerrechtler)
- 1972 Gordon Parks (Fotograf, Autor, Filmemacher und Komponist)
- 1973 Wilson Riles (Pädagoge)
- 1974 Damon Keith (Jurist, Bundesrichter)
- 1975 Hank Aaron (Sportler)
- 1976 Alvin Ailey, Jr. (Choreograph und Tänzer)
- 1977 Alex Haley (Schriftsteller)
- 1978 Andrew Young (Diplomat, Bürgerrechtsaktivist)
- 1979 Rosa L. Parks (Bürgerrechtsaktivistin)
- 1980 Rayford W. Logan (Pädagoge, Historiker und Schriftsteller)
- 1981 Coleman A. Young (Politiker)
- 1982 Benjamin Mays (Pädagoge, Bürgerrechtsaktivist, Präsident des Morehouse College)
- 1983 Lena Horne (Sänger)
- 1984 Tom Bradley (Bürgermeister von Los Angeles)
- 1985 William H. Cosby, Jr. (Entertainer, Schriftsteller)
- 1986 Benjamin Hooks (Geschäftsführer des NAACP)
- 1987 Percy Sutton (Bürgerrechtler, Geschäftsmann)
- 1988 Frederick Douglass Patterson (Pädagoge, Tierarzt)
- 1989 Jesse Jackson (Bürgerrechtsaktivist und Präsidentschaftskandidat)
- 1990 Douglas Wilder (Beamter)
- 1991 Colin L. Powell (General, Nationaler Sicherheitsberater und Außenminister)
- 1992 Barbara C. Jordan (Beamtin)
- 1993 Dorothy I. Height (Präsidentin des National Council of Negro Women)
- 1994 Maya Angelou (Schriftsteller)
- 1995 John Hope Franklin (Historiker, Pädagoge)
- 1996 Aloysius Leon Higginbotham, Jr. (Jurist, Beamter)
- 1997 Carl Rowan (Journalist)
- 1998 Myrlie Evers-Williams (Bürgerrechtsaktivistin, Vorsitzende des NAACP)
- 1999 Earl G. Graves (Vorsitzender des Black Enterprise Magazine)
- 2000 Oprah Winfrey (Moderatorin, Schauspielerin und Unternehmerin)
- 2001 Vernon Jordan (Beamter)
- 2002 John Lewis (Politiker, Bürgerrechtler, Abgeordneter im Repräsentantenhaus)
- 2003 Constance Baker Motley (Bundesrichterin, Senatorin)
- 2004 Robert L. Carter (Bundesrichter, Mitgründer der National Conference of Black Lawyers)
- 2005 Oliver Hill (Bürgerrechtler)
- 2006 Benjamin Carson (Neurochirurg)
- 2007 John Conyers (Politiker, Kongressabgeordneter)
- 2008 Ruby Dee (Schauspielerin)
- 2009 Julian Bond (Bürgerrechtler)
- 2010 Cicely Tyson (Schauspielerin)
- 2011 Frankie Muse Freeman (Rechtsanwalt und Bürgerrechtler)
- 2012 nicht vergeben
- 2013 Harry Belafonte (Sänger, Songschreiber, Schauspieler)
- 2014 Jessye Norman (Opernsängerin)
- 2015 Quincy Jones (Musikproduzent, Komponist, Jazztrompeter, Arrangeur und Bandleader)
- 2016 Sidney Poitier (Schauspieler)
- 2017 Nathaniel R. Jones (Jurist und Professor)
- 2018 Willie L. Brown (Rechtsanwalt und Politiker)
- 2019 Patrick Gespard (Bürgerrechtler und Diplomat)
- 2020 nicht vergeben
- 2021 Cato T. Laurencin (Mediziner und Chemieingenieur)
- 2022 Jim Clyburn (Politiker)
- 2023 Hazel Dukes (Bürgerrechtler)
- 2024 Henry Louis Gates, Jr. (Literatur- und Kulturwissenschaftler)